# Colpotrochia bifasciata
Colpotrochia bifasciata là một loài tò vò trong họ Ichneumonidae.